# Трансадріатичний газопровід
Трансадріати́чний газопро́від (англ. Trans Adriatic Pipeline — TAP) — трубопровід для транспортування природного газу з Каспійського й Близькосхідного регіонів у Західну Європу. Введено в експлуатацію  у листопаді 2020.

## Загальний опис
Маршрут газопроводу довжиною в 520 кілометрів — Греція, Албанія, Адріатичне море (офшорна частина), Італія. Розробники проекту — швейцарська EGL, норвезька Statoil, німецький E.ON Ruhrgas. Передбачувана потужність газопроводу — 10 млрд м³ на рік, з можливістю збільшення пропускної здатності до 20 млрд.
28 червня 2013 було оголошено, що головний конкурент — газопровід Набукко — закритий, а пріоритетним проектом тепер є Трансадріатичний газопровід.
3 березня 2016 р. Єврокомісія схвалила будівництво Трансадріатичного газопроводу. Передбачається, що він стане частиною  Південного газового коридору.
Акціонери Трансадріатичного трубопроводу: BP (20 %), SOCAR (20 %), Snam (20 %), Fluxys (19 %), Enagas (16 %) і Axpo (5 %).
У 2016 розпочато будівництво Trans Adriatic Pipeline
Європа до 2020 року розраховує отримувати по цій трубі 10 млрд кубометрів газу на рік.

## Інтернет-ресурси
- Trans Adriatic Pipeline website